# Mustafa Hilmi Pascià
Mustafa Hilmi Pascià (Malatya, 1863 – Istanbul, 1946) è stato un generale ottomano e successivamente turco, già distintosi come ufficiale nel corso della guerra greco-turca (1897), e poi nella guerra italo-turca, e come comandante di divisione nelle guerre balcaniche.  Nell'agosto 1914 fu nominato comandante del VI Corpo d'armata che diresse in guerra fino al settembre 1918..

## Biografia

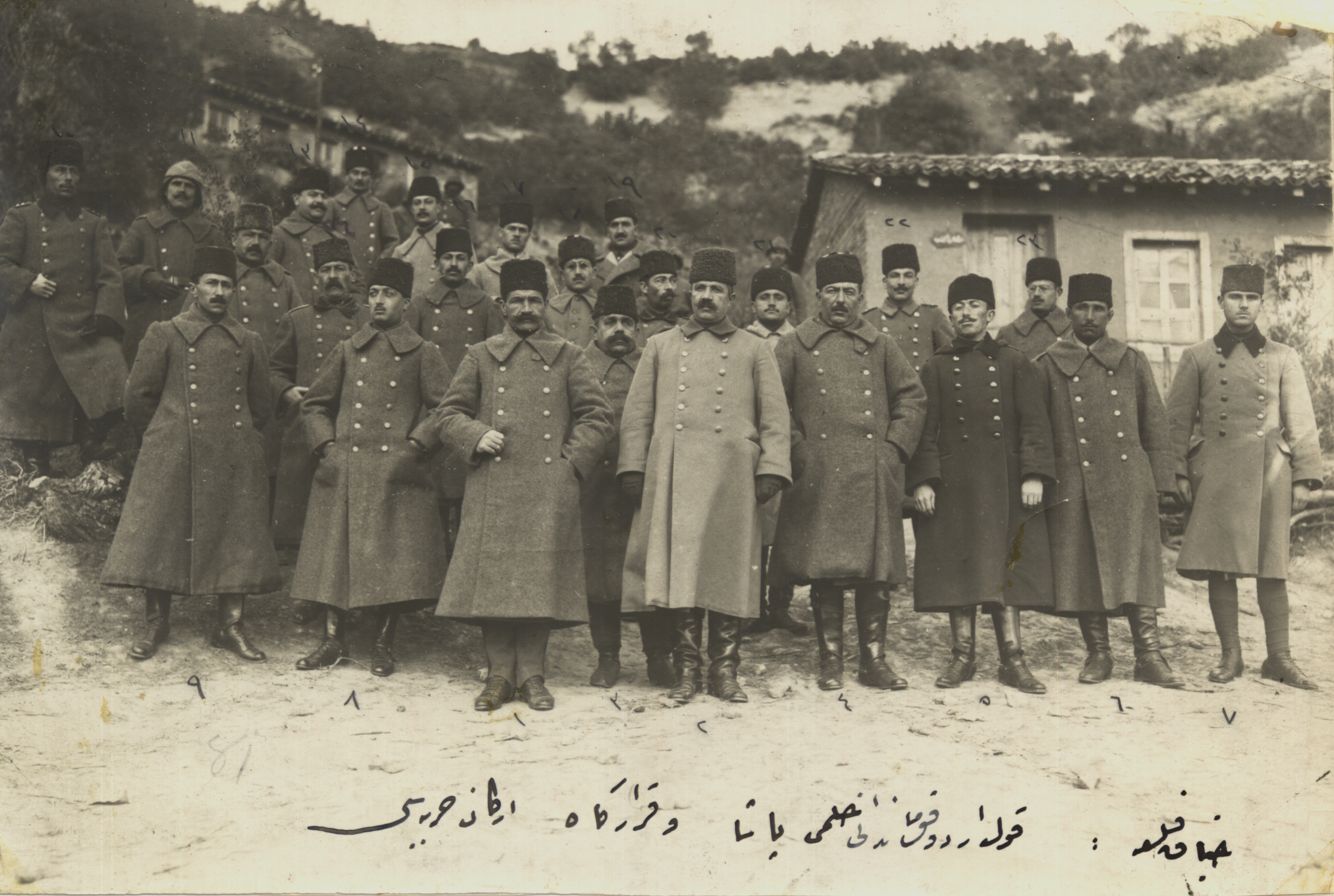
Il generale Hilmi Pascià e lo stato maggiore del VI Corpo d'armata.

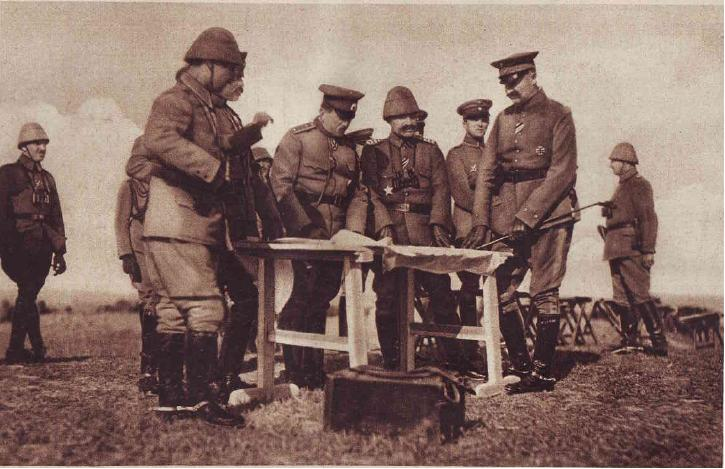
I generali Hilmi Pascià (Impero ottomano) e Stefan Toshev (Bulgaria) sul fronte rumeno in Dobrugia, 1916.

Nacque a Malatya nel 1863. Si laureò all'Accademia militare nel 1885 e trascorse alcuni anni di addestramento in Germania, completandoli nel 1891.
Al suo ritorno a Istanbul, divenne prima istruttore di fanteria alla Scuola di guerra con il grado di miralay, frequentò il corso biennale per ufficiale di stato maggiore presso il Collegio Militare Ottomano (48ª classe diplomata il 28 gennaio 1896), prese parte alla  guerra turco-greca del 1897 e a quella italo-turca venendo elevato al rango di tuğgeneral il 30 maggio 1907. Durante le guerre balcaniche, fu comandante della Divisione "Kırkkilise" e per un periodo prestò servizio presso la Commissione di ispezione legale dell'esercito ottomano.
Nell'agosto 1914, pochi giorni dopo l'entrata dell'Impero nella prima guerra mondiale, fu nominato comandante del VI Corpo d'armata (16ª e 26ª Divisione), in forza alla 2ª Armata schierata in Siria. Il 29 dello stesso mese fu promosso mirliva (brigadiere generale). Il VI Corpo d'armata terminò la mobilitazione in 28 giorni.  Poco tempo dopo il VI Corpo d'armata, rinforzato dalla 24ª Divisione, fu mandato a Costantinopoli per assumere la difesa della zona fortificata di Çatalca e dello stretto del Bosforo. Secondo il piano di guerra turco, il IV (1ª Armata), V e VI Corpo d'armata (2ª Armata) furono mandati, su percorsi separati, verso la Tracia ma nel dicembre 1914 stavano ancora confluendovi.Nel 1915 durante il corso della battaglia di Gallipoli, la 2ª Armata inviò un flusso costante di rimpiazzi nei Dardanelli e, in luglio, inviò anche il suo capo di stato maggiore, Wehib Pascià, a dare il cambio al colonnello Weber sul fronte di Capo Helles. Lui arrivò, con lo stato maggiore del I Corpo d'armata, alla testa del VI Corpo d'armata (16ª e 26ª Divisione) nel mese di agosto. Entro la fine di gennaio 1916 il mirliva Cevat Çobanlı assunse il comando della 5ª Armata composta dal VI (24ª e 26ª Divisione fanteria) e  XIV Corpo d'armata (25ª e 42ª Divisione fanteria).
Nel 1916, il governo ottomano di Ismail Enver Pascià accettò di inviare il XV Corpo d'armata di Yakup Şevki Subaşı in Galizia a giugno, e con l'entrata della Romania nella prima guerra mondiale a fianco dell'Intesa, il 27 agosto dello stesso anno, il VI Corpo d'armata, da lui comandato, in Bulgaria a settembre.

### La brillante Campagna di Romania
Dopo i successi iniziali dei rumeni, il generale Erich von Falkenhayn decise di passare decisamente all'offensiva il 18 settembre.  
Alle 7 del mattino la mattina del 24 settembre egli ricevette una telefonata dal comando bulgaro che modificava l'ordine delle operazioni.  Il VI Corpo d'armata doveva girare sul proprio asse e attaccare a ovest verso Cernavodă sul fiume Danubio.
Ciò alterò la direzione di avanzata del VI Corpo d'armata di 90 gradi da nord a ovest. Pure con qualche difficoltà aggiustò lo schieramento del suo corpo d'armata, e al calar della notte entrambe le divisioni di fanteria avanzarono verso ovest. Alle 11:00 del 25 settembre il 75° Reggimento fanteria turco raggiunse il Danubio tagliando fuori dalle proprie linee diverse formazioni rumene. L'attacco terminò il 27, con le truppe turche che si addentrano profondamente nel territorio rumeno e, con quelle bulgare, assunsero il controllo della parte più stretta della Dobrugia, tra il Mar Nero e il Danubio.
Il VI Corpo d'armata attaccò nuovamente i rumeni il 1 novembre 1916, con obiettivi assegnati che si estendevano per oltre venti chilometri verso nord. 
La 15ª Divisione fanteria turca incontrò immediatamente un successo strepitoso, sfondando letteralmente le linee rumene. In un unico giorno la divisione raggiunse quasi tutti gli obiettivi che gli erano stati assegnati. La 25ª Divisione fanteria fu spostata per seguire rapidamente in treno l'avanzata.
In quel momento il comando turco ricevette la notizia che l'esercito imperiale russo era entrato in Romania costringendo le forze bulgare e turche ad assumere un atteggiamento difensivo.
Tra il 9 e il 15 novembre una forza di copertura composta da due Divisione bulgare vennero fatte avanzare a sedici chilometri davanti alla linea di difesa principale per rallentare l'avanzata dell'esercito russo, mentre il VI Corpo d'armata si trincerò per attendere l'arrivo del nemico. Il 17 novembre i russi oltrepassarono le forze di copertura bulgare e attaccarono le principali posizioni difensive turche per tutta la settimana successiva. Tutti gli attacchi fallirono, così come i successivi effettuati dal 1 al 3 dicembre. L'8 dicembre 1916 le truppe turche  si spinsero nuovamente verso nord, sfondando le linee russe, ed entro il 15 dicembre i loro elementi avanzati erano a diciotto chilometri dalle loro trincee di partenza. I russi si ritirarono rapidamente con le truppe turche lanciate al loro inseguimento. Nei cinque giorni successivi, le divisioni di fanteria turche in marcia coprirono più di cinquanta chilometri, e il 22 dicembre raggiunsero l'altura che domina il delta del Danubio. Nel giro di due giorni lo squadrone di cavalleria del corpo d'armata conquistò la città di Isaccea sul Danubio. Mackensen non aveva ancora finito con i suoi turchi. Intenzionato a completare il gigantesco accerchiamento delle forze rumene, il generale von Mackensen ordinò che il VI Corpo d'armata retrocedesse e poi procedesse a sud. Iniziò così una rapida marcia a piedi verso la città di Hârșova, sita a cinquanta chilometri sulle rive del Danubio. Lasciando le loro posizioni conquistate con fatica sul basso Danubio ai bulgari, il VI Corpo d'armata iniziò la sua marcia verso sud lungo un'unica strada percorribile. La 15ª Divisione fanteria e il quartier generale del VI Corpo raggiunsero il fiume il 30 dicembre e lo oltrepassarono il 1 gennaio 1917. La 25ª Divisione  fanteria arrivò l'11 gennaio e effettuò l'attraversamento una settimana dopo. In un periodo di quindici giorni, in inverno, il VI Corpo d'armata aveva marciato a piedi per oltre duecento chilometri.  Contento delle truppe turche al suo comando il feldmaresciallo August von Mackensen aveva richiesto a Costantinopoli l'invio di truppe aggiuntive, ed Enver Pascià mandò la 26ª Divisione fanteria (tenente colonnello Mahit Fahri) che arrivò nel mese di novembre ed passò subito all'offensiva in direzione della Capitale della Romania, Bucarest. Attaccando incessantemente, la 26ª Divisione fanteria avanzò di oltre cento chilometri entro il 1 dicembre. Nonostante un contrattacco portato dalla 9ª Divisione fanteria rumena, la 26ª mantenne la sua posizione e il giorno successivo entrò in contatto con la IX. Armee di Falkenhayn. Il 4 dicembre le armate combinate di Falkenhayn e Mackensen iniziarono il loro assalto alla città di Bucarest, che cadde quattro giorni dopo. Determinato a portare fisicamente l'esercito rumeno fuori dal proprio paese, Mackensen continuò il suo inseguimento. Avanzando in media di venticinque chilometri al giorno, la 26ª Divisione fanteria turca marciò verso nord. Essendo avanzata di centocinquanta chilometri, il 5 gennaio 1917 la 26ª Divisione fanteria entrò in contatto con le unità del VI Corpo d'armata turco. All'una di notte del giorno dopo il comandante del VI Corpo d'armata pubblicò il suo primo ordine operativo per le tre divisioni al suo comando. Il 7 gennaio 1917 il VI Corpo d'armata mandò la 26ª e 15ª Divisione fanteria all'attacco verso le rive del fiume Sered, a nord della città di Brăila. Gli attacchi  assicurato la conquista delle alture che si affacciavano sul fiume e all'inizio di febbraio il VI Corpo d'armata schierò la 26ª, 15ª e 25ª Divisione fanteria, da sinistra a destra, su un fronte di venti chilometri. La campagna rumena era finita.
Di ritorno dalla Romania nell'aprile 1918, il VI Corpo d'armata fu ricostituito in Anatolia, sempre sotto il suo comando, con l'arrivo di due nuove divisioni: la 3ª e la 36ª Divisione caucasica. Integrato nella 3ª Armata di Mehmet Esat Bülkat, fu impegnato sul fronte del Caucaso.
Dopo l'armistizio di Mudros (30 settembre 1918), assunse l'incarico di sottosegretario del Ministero della Guerra, dove rimase solo per cinque mesi. Partecipò alla guerra d'indipendenza turca e nel  marzo 1919 lasciò il servizio attivo. In pensione a Istanbul il 2 ottobre 1922. Con la legge Soyadı Kanunu, nel 1934 si diede il cognome di Altınoklu. Si spense nella capitale nel 1946.

### Annotazioni
1. ↑  Le perdite totali per il VI Corpo erano state pesanti: 1 864 morti, 7 720 feriti, e 2 020 dispersi su circa 30 000 effettivi. La 25ª Divisione fanteria era stata quella che aveva subito le maggiori perdite.

### Fonti
1. 1 2 3  Gazi Üniversitesi.
2. 1 2 3 4 5 6 7  Turkeys War.
3. ↑  Erickson 2001, p. 38.
4. ↑  Erickson 2001, p. 44.
5. ↑  Erickson 2001, p. 42.
6. ↑  Erickson 2001, p. 46.
7. ↑  Erickson 2001, p. 89.
8. ↑  Erickson 2001, p. 91.
9. ↑  Erickson 2001, p. 94.
10. ↑  Erickson 2001, p. 139.
11. ↑  Erickson 2001, p. 143.
12. ↑  Erickson 2001, p. 144.
13. 1 2 3 4 5 6 7 8 9 10  Erickson 2001, p. 145.
14. 1 2 3 4 5 6 7 8 9 10 11 12 13 14 15 16  Erickson 2001, p. 146.
15. 1 2 3 4 5 6 7 8 9 10  Erickson 2001, p. 147.
16. 1 2  Erickson 2001, p. 187.